# Alfabeto grego
O alfabeto grego (em grego: ελληνικό αλφάβητο) é empregado ainda hoje para escrever em língua grega e também em notações científicas de áreas como: Filosofia, Matemática, Física, Astronomia, dentre outras áreas do conhecimento. Destaque-se ainda ser ele a base de outros alfabetos, como o latino, o gótico, o cirílico, o armênio, o copta e o glagolítico. Ele é também conhecido como alfabeto grego clássico.[carece de fontes?]
O alfabeto grego é o mais antigo alfabeto conhecido a fazer uso de signos para a representação de vogais. Contudo, na época de seu surgimento, sendo um alfabeto primordial (alfabeto grego arcaico), não tinha ele ainda a forma que nos é familiar hoje. É um alfabeto que foi criado com base num silabário denominado Linear B, utilizado na Creta e em zonas da Grécia Continental, como Micenas e Pilos, entre os séculos XV e XIII a.C. O Linear B é derivado, provavelmente, do alfabeto conhecido como Linear A, que ainda não foi decifrado. Já a escrita em Linear B estava restrita ao uso de escribas palacianos, e desapareceu no século XIII a.C., após um turbulento período de revoluções, invasões e catástrofes naturais. Cerca de quatro séculos depois, o empréstimo e a adaptação do alfabeto fenício permitiram a criação de um alfabeto próprio. O alfabeto grego parece ser uma versão primitiva dos dialetos arcado-cipriota e jónico-ático, e é geralmente conhecido como grego micênico.[carece de fontes?]

## Alfabeto grego
| Letra | Nome em português | Nome em grego clássico    | Nome moderno | Nome em grego moderno | Som clássico                                | Som moderno | Valor | Alfabeto hebraico | HTML      | LaTeX    |
| ----- | ----------------- | ------------------------- | ------------ | --------------------- | ------------------------------------------- | ----------- | ----- | ----------------- | --------- | -------- |
| Α α   | Alfa              | Ἄλφα                      | Álpha        | Άλφα                  | /a, aː/ (a longo ou breve)                  | /a/         | 1     | Aleph /ʔ/         | &alpha;   | \alpha   |
| Β β   | Beta              | Βῆτα                      | Víta         | Βήτα                  | /b/                                         | /v/         | 2     | Beth /b/          | &beta;    | \beta    |
| Γ γ   | Gama              | Γάμμα                     | Gámma        | Γάμμα                 | /ɡ/→/ɣ/ (ga,gue,gui,go,gu)                  | /ɣ, ʝ/      | 3     | Gimel /ɡ/         | &gamma;   | \gamma   |
| Δ δ   | Delta             | Δέλτα                     | Dhélta       | Δέλτα                 | /d/→/ð/                                     | /ð/         | 4     | Daleth /d/        | &delta;   | \delta   |
| Ε ε   | Épsilon           | Εἶ → Ἐ ψιλόν (e simples)  | Épsilon      | Έψιλον                | /e/ (e sempre breve)                        | /e/         | 5     | He /h/            | &epsilon; | \epsilon |
| Ζ ζ   | Zeta              | Ζῆτα                      | Zíta         | Ζήτα                  | /dz/→/z/ (ds, z italiano)                   | /z/         | 7     | Zain /z/          | &zeta;    | \zeta    |
| Η η   | Eta               | Ἦτα                       | Íta          | Ήτα                   | /ɛː/→/i/ (e sempre longo)                   | /i/         | 8     | Heth /ħ/          | &eta;     | \eta     |
| Θ θ   | Teta              | Θῆτα                      | Thíta        | Θήτα                  | /tʰ/→/θ/                                    | /θ/         | 9     | Thet /tˁ/         | &theta;   | \theta   |
| Ι ι   | Iota              | Ἰῶτα                      | Ióta         | Ιώτα                  | /i, iː/ → /i/                               | /i/         | 10    | Yodh /j/          | &iota;    | \iota    |
| Κ κ   | Kappa             | Κάππα                     | Káppa        | Κάππα                 | /k/                                         | /k, c/      | 20    | Kaph /k/          | &kappa;   | \kappa   |
| Λ λ   | Lambda            | Λάμβδα                    | Lámdha       | Λάμδα                 | /l/                                         | /l/         | 30    | Lamed /l/         | &lambda;  | \lambda  |
| Μ μ   | Mi                | Μῦ                        | Mi           | Μι                    | /m/                                         | /m/         | 40    | Mem /m/           | &mu;      | \mu      |
| Ν ν   | Ni                | Νῦ                        | Ni           | Νι                    | /n/                                         | /n/         | 50    | Nun /n/           | &nu;      | \nu      |
| Ξ ξ   | Csi               | Ξεῖ                       | Ksi          | Ξι                    | /ks/                                        | /ks/        | 60    | Samekh /s/        | &xi;      | \xi      |
| Ο ο   | Ómicron           | Οὖ → Ὀ μικρόν (ó pequeno) | Ómikron      | Όμικρον               | /o/ (o sempre breve)                        | /o/         | 70    | Ain /ʕ/           | &omicron; |          |
| Π π   | Pi                | Πεῖ                       | Pi           | Πι                    | /p/                                         | /p/         | 80    | Pe /p/            | &pi;      | \pi      |
| Ρ ρ   | Ró                | Ῥῶ                        | Ro           | Ρο                    | /r/                                         | /r/         | 100   | Resh /r/          | &rho;     | \rho     |
| Σ σ,ς | Sigma             | Σίγμα                     | Sígma        | Σίγμα                 | /s/                                         | /s/         | 200   | Shin /ʃ/          | &sigma;   | \sigma   |
| Τ τ   | Tau               | Ταῦ                       | Tay          | Ταυ                   | /t/                                         | /t/         | 300   | Taw /t/           | &tau;     | \tau     |
| Υ υ   | Upsilon           | Ὗ → Ὑ ψιλόν (u simples)   | Ýpsilon      | Ύψιλον                | /u, uː/→/y, yː/→/i/ (u francês ou ü alemão) | /i/         | 400   | Wau /w/           | &upsilon; | \upsilon |
| Φ φ   | Fi                | Φεῖ                       | Phi          | Φι                    | /pʰ/→/f/                                    | /f/         | 500   | origem incerta    | &phi;     | \phi     |
| Χ χ   | Chi               | Χεῖ                       | Khi          | Χι                    | /kʰ/→/x/                                    | /x, ç/      | 600   | origem incerta    | &chi;     | \chi     |
| Ψ ψ   | Psi               | Ψεῖ                       | Psi          | Ψι                    | /ps/                                        | /ps/        | 700   | origem incerta    | &psi;     | \psi     |
| Ω ω   | Ômega             | Ὦ → Ὠ μέγα (ô grande)     | Oméga        | Ωμέγα                 | /ɔː/→/o/(o sempre longo)                    | /o/         | 800   | origem incerta    | &omega;   | \omega   |

## Letras numéricas
| Letra     | Nome   | Som clássico                        | Valor | Alfabeto Semítico  |
| --------- | ------ | ----------------------------------- | ----- | ------------------ |
| Ϛ ϛ       | Stigma | /s/+/t/→(a grafia é de sigma e tau) | 6     | Shin /ʃ/ + Taw /t/ |
| Ϙ ϙ (Ϟ ϟ) | Qoppa  | /k/                                 | 90    | Qoph /q/           |
| Ͳ ͳ (Ϡ ϡ) | Sampi  | /ss/ /ks/                           | 900   | origem incerta     |

As letras Stigma, Qoppa e Sampi desapareceram do alfabeto nos seus primeiros tempos, antes do denominado período clássico. Dado que a aparição das letras minúsculas é bastante posterior, não existem minúsculas das ditas letras, exceto como símbolos numéricos (Stigma ϛ, Qoppa ϟ, Sampi ϡ).[carece de fontes?]

## Letras obsoletas
| Letra | Nome   | Som clássico                   | Valor | Alfabeto Semítico |
| ----- | ------ | ------------------------------ | ----- | ----------------- |
| Ϝ ϝ   | Digama | /w/→(a grafia é de dois gamas) | 6     | Waw /w/           |
| Ͱ ͱ   | Ηeta   | /h/                            | –     | Heth /ħ/          |
| Ϻ ϻ   | San    | /s/                            | –     | Sade /sˁ/         |
| Ϸ ϸ   | Sho    | /ʃ/                            | –     | origem incerta    |

Originariamente existiram variantes do alfabeto grego, sendo as mais importantes a ocidental (Calcídica) e a oriental (Jônica). A variante ocidental originou o alfabeto etrusco e daí o alfabeto romano (Alfabeto latino). Atenas adotou no ano 403 a.C. a variante oriental, dando lugar a que pouco depois desaparecessem as demais formas existentes do alfabeto. Já nesta época o grego escrevia-se da esquerda para a direita, enquanto que a princípio a maneira de o escrever era alternadamente da esquerda para a direita e da direita para a esquerda, de maneira que se começava pelo lado em que se tinha concluído a linha anterior, invertendo todos os caracteres em dito processo.[carece de fontes?]
O fator inovador introduzido com o alfabeto grego são as vogais. As primeiras vogais foram Alfa, Épsilon, Iota, Ómicron e Upsilon. Se contempla o processo de criação do alfabeto grego como resultado de um processo dinâmico baseado na adoção de vários alfabetos semíticos através do tempo, encontrando inclusive influências do linear-B, poder-se-ia dar uma explicação mais satisfatória da sua origem do que as teorias que postulam uma adaptação única de um alfabeto determinado num momento dado.[carece de fontes?]

## História

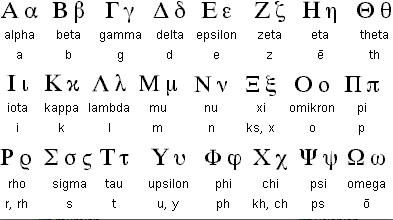

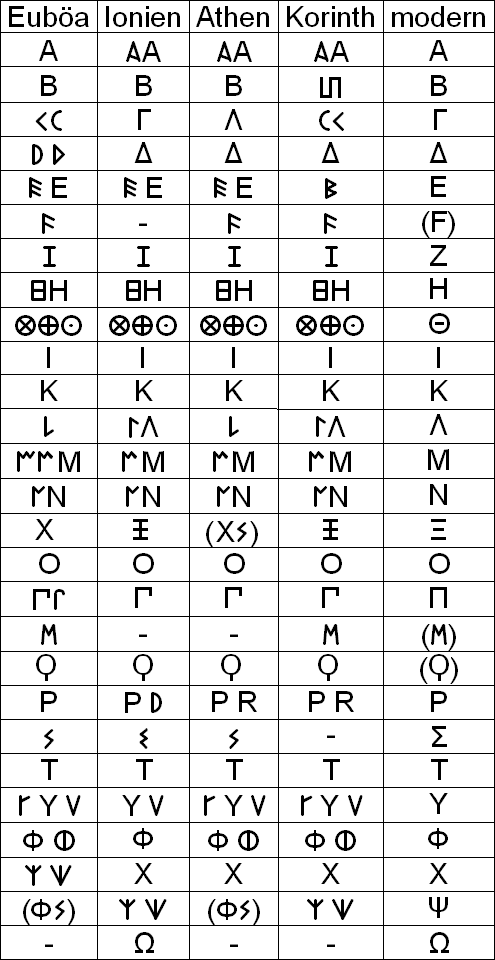
Variações do antigo alfabeto grego

O alfabeto grego surgiu em meados do século VIII a.C., séculos após a queda da Civilização Micênica e consequente abandono de sua escrita Linear B, um dos primeiros sistemas de escrita gregos. Linear B é descendente do Linear A, que foi desenvolvido pelos minoicos, cuja linguagem não tinha, provavelmente, relação com o grego e, por conseguinte, o silabário minoico não fornece um meio ideal para a transliteração dos sons da língua grega.[carece de fontes?]
Evidências históricas indicam que o alfabeto grego deriva de uma variante do alfabeto fenício (semítico) introduzido na Grécia por mercadores fenícios.[carece de fontes?] Já não há dúvida da origem fenícia do alfabeto grego. A forma primitiva de quase todas as letras gregas, sua ordem e seu nome dão testemunho dessa origem e estão de acordo com a tradição. O alfabeto fenício, diferente do alfabeto grego do período clássico e de outros da família indo-europeia, não possui vogais. A alfabeto que possui somente consoantes chama-se "consonantário", e a escrita que emprega somente consoantes, chama-se "abjad". A língua fenícia possuía consoantes guturais que o grego não possuía.[carece de fontes?]
O alfabeto grego que reconhecemos hoje surgiu após a Idade das Trevas grega, ou seja, o período entre a queda de Micenas (cerca de 1200 a.C.) e a ascensão da Grécia Antiga, que começa com o surgimento dos épicos de Homero, cerca de 800 a.C., e a instituição do Jogos Olímpicos antigos em 776 a.C. Sua mudança mais notável, como uma adaptação do alfabeto fenício, é a introdução das vogais, sem as quais o grego seria ilegível.
Heródoto atribui a origem do alfabeto grego aos fenícios (que vieram para a Grécia com Cadmo, o fundador de Tebas). Ele descreve várias inscrições em Tebas, datadas na época dos reinados de Laio, Édipo e Laodamante, que estariam nos caracteres "cadmeus".
Sinais representando vogais não eram originalmente utilizados em alfabetos semitas. Nas antigas famílias de escrita semitas ocidentais (fenício, hebraico, moabita etc.), uma letra sempre representou uma consoante, em associação com uma vogal indeterminada ou sem vogal. Isso não reduz a legibilidade, porque as palavras de línguas semíticas são baseadas em raízes triliterais que fazem sentido claro com apenas as consoantes presentes, sendo as vogais claras a partir do contexto. Em contrapartida, o grego é uma língua indo-europeia, e, portanto, as diferentes vogais fazem enormes diferenças de significados. Assim, o alfabeto grego dividiu as letras em duas categorias, consoantes ("coisas que soam bem") e vogais, onde as consoantes tinham sempre que ser acompanhadas de vogais para criar uma unidade pronunciável. Embora o antigo alfabeto ugarítico tivesse desenvolvido matres lectionis, ou seja, o uso de consoantes para indicar as vogais, elas nunca foram utilizadas de forma sistemática.[carece de fontes?]
A novidade grega consistiu em atribuir signos para representar vogais, que deveriam combinar-se com outros signos que representavam consoantes. A representação de fonemas permitiu uma economia enorme de signos. Portanto, os motivos que explicariam o interesse dos gregos em atribuir signos para representar vogais, que deveriam combinar-se outros signos que representavam consoantes parecem ser, ao que tudo indica, por um lado, a grande quantidade de letras dessas escritas que dificultava bastante a sua difusão para a população em geral, tornando-as limitadas a uma classe de peritos - haja vista o caso da Linear B, e, por outro lado, sem uma representação das vogais, era difícil de se assimilar a língua, devido ao obstáculo da ambiguidade de uma escrita puramente consonantal, na qual, por exemplo, o termo "bl", poderia ser lido "bala", ou "bola", ou "bula", etc. Dessa forma, os dois motivos: "economia de signos" e "eliminação da ambiguidade" explicariam o sucesso do alfabeto grego. Provavelmente por isso os gregos transformaram os signos das guturais semíticas, inúteis para eles, em letras necessárias à notação das vogais. O 'alef foi transformado na vogal alfa (a); o hê se transformou em épsilon (e); o waw, inicialmente digama, em seguida veio a se tornar o ypsilon (y); o yod foi transformado em iota (i) e o ʕain em ômicron (o). Para as aspiradas foram criados os sinais phi, khi, psi. Em resumo, os gregos adaptaram o sistema de notação semítica às particularidades de sua língua. A criação de letras que representam efetivamente vogais tornou possível a transcrição fonética satisfatória de línguas europeias.[carece de fontes?]
As primeiras vogais foram Α (alfa), Ε (epsilon), Ι (iota), Ο (ômicron), e Υ (upsilon), modificações das glóticas, faríngeas ou semivocálicas consoantes semitas que eram em sua maioria supérfluas em grego: /ʔ/ (aleph), /h/ (he), /j/ (yod), /ʕ/ (ʿayin), e /w/ (vav), respectivamente. No leste da Grécia, onde faltava totalmente ambição, a letra Η (eta), da consoante glotal semita /ħ/ (het) também foi utilizada para a vogal longa /ɛː/ e, eventualmente, a letra Ω (ômega) foi introduzida por um longo /ɔː/. A razão para a introdução de letras que facilitavam os abertos longos e e o encontra-se na morfologia verbal da língua. O grego clássico tinha uma distinção entre indicativo e subjuntivo feita por alternância /e/ com /ɛː/ e /o/ com /ɔː/, que foi explicitada por esta inovação. As outras vogais não precisavam de uma distinção gráfica no comprimento.
Como tem sido habitual, em inscrições anteriores à unificação no século IV a.C., todas as letras são maiúsculas, e os especialistas chamam a esta forma de alfabeto de alfabeto azul claro. As inscrições mais antigas geralmente são escritas da direita para a esquerda, às vezes bustrofédon; mas por volta de 500 a.C. a orientação é invariavelmente da esquerda para a direita. Para comparar a forma dos caracteres semíticos com a das letras gregas, é preciso levar em conta essa mudança de orientação, pois as letras normalmente estão viradas no sentido da escrita. Durante o século IV a.C., a unificação dos alfabetos gregos ocorreu aos poucos, incluindo o "Alfabeto Oriental de Mileto", conhecido como "alfabeto jônico", e somente após Atenas o ter decidido adotar oficialmente em 403 a.C. (talvez 402 a.C.), em lugar de sua escrita local. É o mesmo sistema de 24 letras hoje vigente, e que foi a variante regional das cidades jônicas da Anatólia, e que foi também adotado no restante do mundo grego por volta do século IV a.C.[carece de fontes?]

## Idiomas que utilizam o alfabeto grego
Atualmente, somente o grego moderno e o tsacônio são escritos usando o alfabeto grego. Além desses idiomas, a língua bactriana, já extinta, e o copta, atualmente em uso somente na liturgia da Igreja Ortodoxa Copta de Alexandria, também adotaram o alfabeto grego, com algumas modificações.[carece de fontes?]

## Outros usos

### Matemática, engenharia, física e outras ciências
As letras gregas são usados como símbolos em matemática, física e outras ciências. Muitos símbolos têm usos tradicionais, como épsilon minúsculo (ε) para um número positivo arbitrariamente pequeno, pi minúsculo (π) para a razão entre a circunferência de um círculo e seu diâmetro, sigma maiúsculo (Σ) para o somatório, e sigma minúsculo (σ) para desvio padrão.

### Furacões
Anteriormente, as letras gregas eram usadas para nomear os furacões do Atlântico Norte se a lista normal acabasse. Isso aconteceu apenas nas temporadas de furacões de 2005 e 2020, num total de 15 tempestades. As tempestades que receberam nomes com letras gregas incluíram o furacão Zeta de 2020 e a tempestade tropical Beta de 2020.

### Astronomia
A Astronomia também utiliza o alfabeto grego para nomear cientificamente as estrelas de uma constelação. Por exemplo: Alfa do Escorpião, é a estrela de maior magnitude daquela constelação; Beta do Cruzeiro, é a estrela de segunda maior magnitude daquela constelação.

### Saúde
Desde 2021, a Organização Mundial de Saúde (OMS)  vem utilizando letras do alfabeto grego para batizar as diferentes variantes do vírus SARS-CoV-2, causador da COVID-19. O objetivo da OMS é o de evitar a discriminação e a estigmatização dos países onde as variantes foram detectadas.

### Fraternidades, irmandades e outras sociedades
As letras gregas são tradicionalmente usadas para nomear fraternidades e irmandades universitárias, prática esta que foi iniciada pelo Sociedade Phi Beta Kappa, em 1776.

### Tecnologia
As letras gregas são frequentemente usadas em tecnologia para se referir a testes ou versões de um software, jogo, site etc. Um teste "alfa" normalmente é aquele feito pelos desenvolvedores. Já um teste "beta" é aquele que os desenvolvedores escolhem um número limitado de usuários para testar alguma coisa antes do lançamento oficial.

### Cristianismo
Na Bíblia, no livro Apocalipse, Deus declara ser “Alfa e Ômega, o princípio e o fim”.  As letras gregas Chi (χ) e Rô (ρ) são usadas em símbolos para Jesus Cristo, pois são as duas primeiras letras usadas para soletrar Cristo em grego.

### Gírias e outras expressões
As letras gregas são usadas em expressões de gíria para se referir a diferentes tipos de pessoas. Por exemplo, o termo "alfa" se refere a uma pessoa dominante ou corajosa, enquanto "beta" se refere a uma pessoa passiva ou sensível. Outros termos como "sigma" e "ômega" também são usados para se referir a diferentes tipos de pessoas.